# Érick Valencia Salazar
Érick Valencia Salazar (Guadalajara, Jalisco, 11 de marzo de 1977) conocido como El 85, es un exnarcotraficante mexicano y exmiembro de alto rango del Cártel Nueva Plaza, un grupo criminal con sede en Jalisco. Junto con Nemesio Oseguera Cervantes y Martín Arzola Ortega, es miembro fundador del Cártel de Jalisco Nueva Generación (CJNG), considerado el cártel más poderoso de México.

## Biografía
Según reportes de la Administración de Control de Drogas (DEA), Érick Valencia Salazar tiene dos fechas de nacimiento: el 11 de marzo de 1977 y el 19 de noviembre de 1982 en la ciudad de Guadalajara, Jalisco.
Valencia formaba parte del Cártel del Milenio, un grupo criminal encabezado por Óscar Orlando Nava Valencia (alias "El Lobo"), exlugarteniente de Ignacio "Nacho" Coronel Villarreal, entonces líder de una facción del Cártel de Sinaloa. Sin embargo, Valencia se convirtió en uno de los principales miembros del Cártel del Milenio tras la detención de varios de sus superiores. El 28 de octubre de 2009, Nava fue detenido por el Ejército en Guadalajara, Jalisco. Varios meses después, el 9 de mayo de 2010, las fuerzas de seguridad arrestaron a Juan Carlos Nava Valencia (alias "El Tigre") y a su hermana Jacqueline Patricia Nava Valencia en Guadalajara. Más tarde ese año, Coronel Villarreal fue asesinado en un enfrentamiento con el Ejército Mexicano. Su muerte provocó una lucha interna dentro del Cártel del Milenio; en un frente, Valencia, Martín Arzola Ortega (alias "El 53") y Nemesio Oseguera Cervantes (alias "El Mencho") querían comandar el Cártel del Milenio. El otro frente estaba encabezado por Elpidio Mojarro Ramírez (alias "El Pilo") y Víctor Manuel Torres García (alias "El Papirrín").
El Cártel del Milenio se dividió en dos, con el bando de Valencia y el de Ramírez librando una guerra entre sí. El frente de Valencia era conocido como Los Torcidos, mientras que el bando de Ramírez era conocido como La Resistencia. Para legitimar su existencia, el grupo de Valencia lanzó una campaña de propaganda contra sus enemigos, denunciando extorsiones realizadas por bandas rivales contra civiles, empresarios y autoridades gubernamentales. La Resistencia se alió con Los Zetas, un grupo rival del CJNG, para luchar contra las fuerzas del CJNG. Establecieron su centro de operaciones en la parte sur del estado de Zacatecas para realizar incursiones en la base de operaciones de Valencia, Jalisco. Los Torcidos finalmente ganaron la guerra y consolidaron su influencia en el oeste de México. El grupo luego cambió su nombre a Cártel de Jalisco Nueva Generación (CJNG).

## Liderazgo

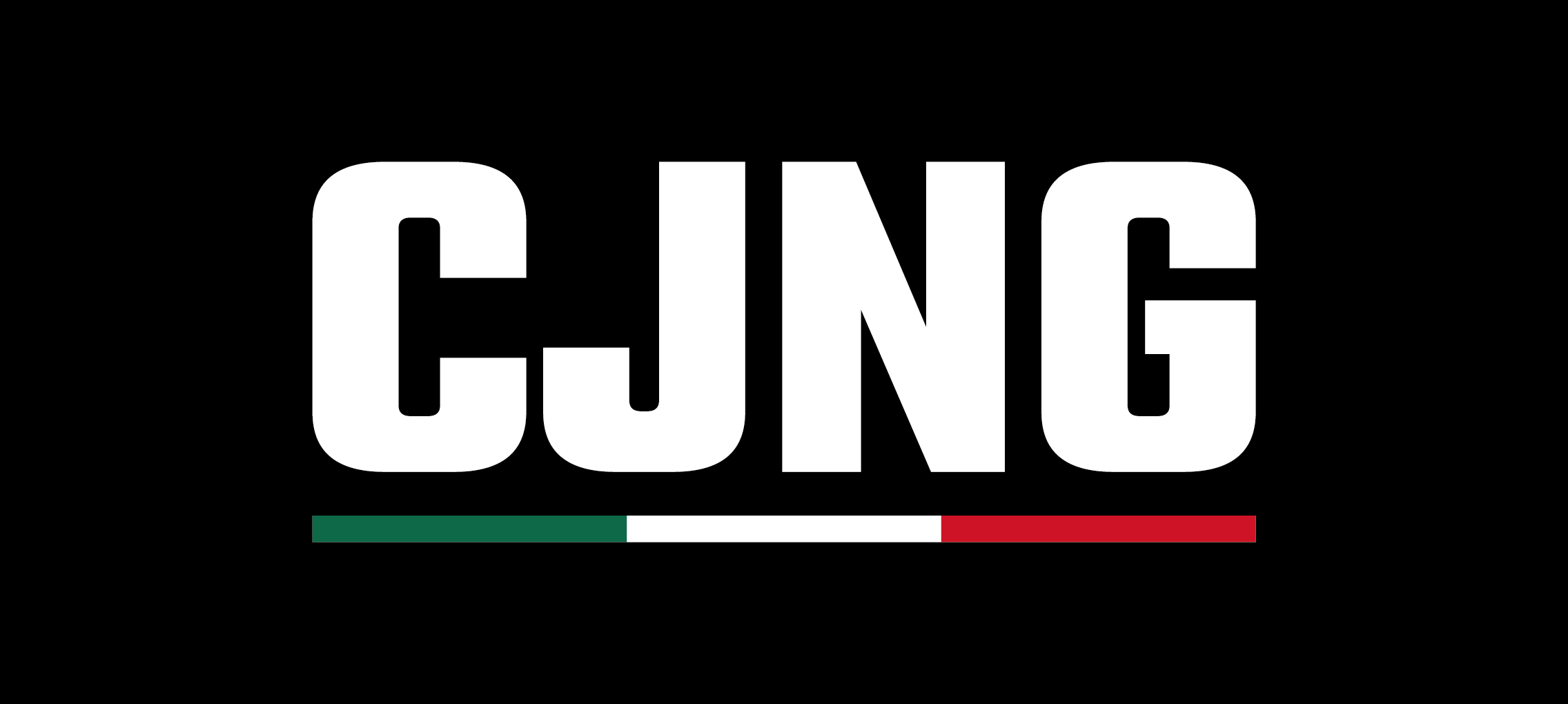
Logotipo del Cártel de Jalisco Nueva Generación, organización criminal fundada y liderada por Valencia.

En 2012, el Ejército Mexicano sospechó que Valencia tenía un papel de liderazgo dentro del CJNG y era responsable de coordinar esfuerzos contra las fuerzas conjuntas de La Resistencia y Los Zetas. Valencia era sospechoso de coordinar un corredor de tráfico de drogas a lo largo del Océano Pacífico a través del puerto de Manzanillo, Colima. Los investigadores creían que supervisaba la entrega de cargamentos de cocaína y efedrina que llegaban de Colombia y China a través de este puerto. Bajo su supervisión, Valencia expandió la participación de mercado del CJNG en los estados mexicanos de Michoacán, Morelos, Guerrero y Veracruz; en algunos estados, el CJNG se autodenominó Los Matazetas para hacer campaña contra Los Zetas en territorios rivales. En Veracruz, el CJNG fue responsable del asesinato en masa de 35 personas en Boca del Río, supuestamente bajo el mando de Valencia. Después de que Valencia fue arrestado en 2012, el gobierno afirmó que Oseguera asumió su papel en el CJNG.

## Arresto
El 9 de marzo de 2012, el Ejército Mexicano arrestó a Valencia en Zapopan, Jalisco. La detención desencadenó una serie de ataques coordinados realizados por el CJNG para intentar rescatar a Valencia. En los estados de Jalisco y Michoacán, el CJNG secuestró 25 vehículos y los incendió en múltiples carreteras. Tres personas murieron y dieciséis sospechosos fueron arrestados.

### Prisión
El 14 de marzo, un tribunal federal aprobó la solicitud de la SIEDO de mantener a Valencia bajo arresto preventivo durante 40 días. Una vez concluido esto, Valencia fue encarcelado primero en el Centro Federal de Readaptación Social No. 1 (también conocido como "Altiplano"), una prisión de máxima seguridad en Almoloya de Juárez, Estado de México. Permaneció en esta prisión hasta el 12 de junio de 2014, cuando las autoridades confirmaron su traslado al Centro Federal de Readaptación Social No. 2 (también conocido como "Puente Grande"), una prisión de máxima seguridad en Jalisco. Su traslado se llevó a cabo bajo una fuerte vigilancia de la Policía Federal Mexicana en las primeras horas de esa mañana. Durante sus cinco años de prisión, la defensa de Valencia emitió al menos seis recursos de amparo contra su arresto y los cargos, que incluían participación en el crimen organizado y posesión ilegal de armas exclusivas para militares.

### Liberación e investigación
Después de pasar cinco años en prisión, Valencia fue liberado de Puente Grande el 29 de diciembre de 2017, luego de que el juez federal de Guadalajara, Alejando Castro Peña, determinó que hubo violaciones a su debido proceso y que no había pruebas suficientes en su contra. La violación al debido proceso se produjo porque el Ejército arrestó a Valencia dentro de una propiedad sin tener una orden de allanamiento. Al testificar en el tribunal, los testimonios de cuatro testigos presenciales de los detenidos contradijeron las versiones dadas por el Ejército. Según el relato del Ejército, Valencia y sus secuaces estaban armados y eran visibles desde afuera de la propiedad. Como existía flagrancia, el Ejército procedió a ingresar a la propiedad, donde se desató un tiroteo que finalmente resultó en la detención de Valencia. Sin embargo, otros relatos de testigos presenciales afirmaron que el Ejército llegó a la propiedad en varios vehículos y entró a la propiedad para detener a Valencia sin una orden de allanamiento. Dijeron que no estaban armados afuera, como afirmó el Ejército. El tribunal destacó inconsistencias entre las versiones del Ejército sobre lo ocurrido después de la detención de Valencia. Además, el tribunal afirmó que los investigadores manejaron mal las armas encontradas en la escena del crimen al enviarlas a las oficinas de la SIEDO sin seguir los procedimientos adecuados.

## Cártel Nueva Plaza
En 2018 se confirmó que Érick Valencia Salazar alias  El 85 junto con Carlos Enrique Sánchez Martínez alias El Cholo fundaron una nueva organización criminal conocida como el Cártel Nueva Plaza, teniendo como base de operaciones el Área metropolitana de Guadalajara. En la actualidad el grupo mantiene una sangrienta disputa con el Grupo Delta identificado como el brazo armado del CJNG. El grupo se alió con el Cártel de Sinaloa, esto para disputar las zonas de Jalisco y Colima, habiendo reagrupado sus fuerzas y decidiendo disputar el territorio de su antiguo socio Nemesio Oseguera Cervantes.
Sin embargo, Sánchez Martínez fue asesinado más tarde, y su cuerpo fue descubierto apuñalado y envuelto en plástico en un banco del parque en el centro de Tlaquepaque el 18 de marzo de 2021.

## Acusaciones
El 3 de mayo de 2018, el Tribunal de Distrito de los Estados Unidos para el Distrito de Columbia acusó a Valencia por su presunta participación en el tráfico internacional de drogas. Según los expedientes judiciales a cargo del juez federal James E. Boasberg, Valencia participó en la distribución de 5 kg (11 lb) o más de cocaína desde México y otros lugares para su importación ilegal a los EE. UU. entre 2003 y 2018.

## Recaptura
El 4 de septiembre de 2022, Valencia y dos de sus asociados fueron detenidos por fuerzas del Ejército Mexicano y la Guardia Nacional en la ciudad de Tapalpa, Jalisco. Tras su arresto, a Valancia se le concedió un amparo contra su extradición inmediata a los Estados Unidos.

## Extradición
El 27 de febrero de 2025, Valencia fue extraditado a Estados Unidos junto a otros 28 narcotraficantes en medio de un traslado masivo que incluyó a figuras cómo Rafael Caro Quintero, Miguel Treviño Morales, Vicente Carrillo Fuentes y Antonio Oseguera Cervantes hermano de su antiguo socio Nemesio Oseguera Cervantes El Mencho.